# Bauhinia mombassae
Bauhinia mombassae là một loài rau đậu thuộc họ Fabaceae.
Loài này chỉ có ở Kenya.
Chúng hiện đang bị đe dọa vì mất môi trường sống.